# Кавказская улица (Уфа)
Кавказская улица находится в Кировском районе города Уфы. Заключена между Сочинской улицей и улицей Менделеева.

## История улицы
Кавказская улица является одной из старейших улиц Уфы.
Улица известна с XVIII века как Будановская улица, названная в честь уфимского казачьего атамана Буданова, под предводительством которого находились 400 человек.
К началу XIX века по улице Кавказской проходила восточная граница города.
В конце 19 века улица была переименована в улицу Блохинскую, в честь знакового для города купца второй гильдии и мецената Николая Кондратьевича Блохина.
В 1930 году была переименована в Кавказскую.

## Примечательные здания и сооружения
- Кировское РУВД г. Уфы
- Завод безалкогольных напитков «Нурлы»
- Мусульманская религиозная организация Кировского района г. Уфы «Ихлас» (находится на пересечении улиц Кавказская и Сочинская)